# Durbec vespertí
El durbec vespertí (Hesperiphona vespertina) és una espècie d'ocell de la família dels fringíl·lids (Fringillidae) que habita boscos de coníferes i mixtos del sud del Canadà, Estats Units i muntanyes de Mèxic.